# 雷蒙德 (伊利諾伊州)
雷蒙德（英語：Raymond）是位於美國伊利諾伊州蒙哥馬利縣的一個村落。

## 地理
雷蒙德的座標為39°19′15″N 89°34′28″W / 39.32083°N 89.57444°W，而該地最高點為海拔高度195米（即640英尺）。

## 人口
根據2010年美國人口普查的數據，雷蒙德的面積為3.42平方千米，當中陸地面積為3.42平方千米，而水域面積為0.00平方千米。當地共有人口1006人，而人口密度為每平方千米294人。